# 妖夜慌踪
《妖夜慌踪》（英語：Lost Highway）是1997年新黑色电影，由大卫·林奇执导，林奇与巴里·吉福德联合编剧，比尔·普尔曼、帕特里夏·阿奎特、巴薩扎·蓋提和罗伯特·布莱克。影片主角是一名音乐人，他在家中发现一盘关于他和妻子的神秘家用录像系统录影带后，意外成为被定罪的杀人犯。后来，他莫名其妙地消失，被一位年轻的汽車維修員代替他过上不同的人生。
影片由法国制片公司Ciby 2000制作，大部分镜头是林奇与制片老搭档玛丽·斯威尼及摄影师彼得·戴明在洛杉矶合作拍摄。林奇表示，影片抛弃传统逻辑剧情，采用心因性神游状态，叙事结构类似于莫比乌斯带。影片原声带由特伦特·雷泽诺制作，包括安杰洛·巴达拉曼蒂和巴里·亚当森创作的配乐，以及大卫·鲍伊、玛丽莲·曼森乐队、德国战车、九寸钉乐团和碎南瓜乐队的作品。
影片一上映便获得了褒贬不一的评价，而经过了成绩平平的三周放映，影片在北美赚到370万美元。大多数影评人最初批评影片不协调，但自那时起，影片受到邪典式追捧和专业的赞赏，还引起了学者的兴趣。影片与《穆赫兰道》和《内陆帝国》是林奇前三部在洛杉矶取景的电影。2003年，影片被奥地利作曲家奥尔加·诺伊维斯改编成戏剧。